# إمباكت إكسبلوجين
إكسبولجين هو برنامج تلفزيوني للمصارعة المحترفة أنتجه منظمة المصارعة المحترفة إمباكت ريسلينغ، ويضم أبرز الأحداث من البرنامج التلفزيوني الرائد الذي يحمل نفس الاسم ومباريات مسجلة حصرية. يتم إنتاج البرنامج حاليًا للأسواق الدولية، مع توزيع البث على إمباكت بلس في غضون أيام قليلة من التأخير في الولايات المتحدة.
يتم بثه في الهند على سوني تن 2، وفي كندا على فايت نيتورك.

## التنسيق والتاريخ

### 2002–2010
تم إطلاق إكسبلوجين في 27 نوفمبر 2002، كعرض الكابل العادي الوحيد لمنظمة تي إن إيه، والذي ضم مباريات حصرية من ملجأ تي إن إيه، بالإضافة إلى مقابلات حصرية مع جميع شخصيات مصارعة تي إن إيه.
في 18 نوفمبر 2004، تم تجديد العرض ليكون بمثابة تلخيص لأحداث إمباكت! من الأسبوع السابق بسبب التعديلات في جدول التسجيل. ومع ذلك، استأنف إكسبلوجين بث المباريات الحصرية (التي وصفت باسم «حصريات إكسبلوجين») مرة أخرى في 7 أكتوبر 2005، بالإضافة إلى إعادة تلخيص إمباكت!. لقد تم بث مباريات «حصريات إكسبلوجين» في برنامج الإنترنت الذي توقف الآن تي إن إيه غلوبال إمباكت!.
تم تسجيل جميع المباريات التي شوهدت على إكسبلوجين بجانب إمباكت! . عادةً ما تميزت المباريات بالمصارعين الذين نادرًا ما ظهروا على إمباكت!. ومن حين لآخر، قد يكون المصارعون قد ظهروا لأول مرة وقد تحدث القصص به أيضًا.
توقف بث إكسبلوجين في الولايات المتحدة في نهاية عام 2006، مع أن بعض المباريات الحصرية يمكن أن تشاهد على تي إن إيه توداي. وابتدءً من 22 ديسمبر 2008، تم أيضًا بث مباريات «حصريات إكسبلوجين» على موقع تي إن إيه على الويب وقناة يوتيوب.

### 2010–2014
تم تجديد العرض في 14 يونيو 2010، أثناء تسجيل الحلقة رقم 300 من إكسبلوجين، والتي صارت تضم مباريات أصلية بدلًا من بث مخلصات، مع تعليق جيريمي بوراش ومايك تيناي. بالإضافة إلى تغييرات التنسيق، فقد تلقى إكسبلوجين شعارًا جديدًا وحزمة رسومات وموسيقى من Taproot.
تميز إكسبلوجين أيضًا بفقرة Spin Cycle، حيث أجرى بوراش جلسة أسئلة وأجوبة مع العديد من نجوم تي إن إيه أمام جمهور حي. في عام 2013، بدأت تي إن إيه بما في ذلك في بث مباريات السنوات الأولى لتي إن إيه والمباريات السابقة لأحداث الدفع مقابل المشاهدة القادمة.
بدءً من ديسمبر 2013، حل روكستار سباد محل معلق اللون القديم مايك تيناي، الذي صار يحل مكان سباد في عام 2014 من وقت لآخر عندما لم يتمكن سباد من عمل تسجيلات معينة.

### 2014–2016
تمت إعادة تنسيق إكسبلوجين مرة أخرى بدءً من حلقة 31 مايو 2014. تمت إعادة تنسيق العرض مع وضع العائلات في الاعتبار، حيث تم بثه صباح يوم السبت في المملكة المتحدة. كان لا يزال يقدمه جيريمي بوراش ويتميز بمزيج من المباريات الجديدة والكلاسيكية. تم إرجاع فقرة Spin Cycle أيضًا لفترة.

### 2017 إلى الوقت الحاضر
في أوائل عام 2017، غيرت تي إن إيه اسمها إلى إمباكت ريسلينغ؛ ولعكس هذا التغيير، أصبح العرض يُعرف تدريجيًا باسم إكسبلوجين ببساطة (بدلًا من تي إن إيه إكسبلوجين) - وصار نادرًا ما يظهر شعار تي إن إيه في اللقطات المؤرشفة. لقد تم تغيير اسمها لاحقًا إلى إمباكت إكسبلوجين. وفي 10 أكتوبر 2017، أطلقت إمباكت ريسلينغ خدمة البث، غلوبال ريسلينغ نيتورك (الآن إمباكت بلس)، مع تقديم إكسبلوجين كأحد برامجها. هذا جعل البرنامج متاحًا في الولايات المتحدة لأول مرة منذ عام 2006. يتم تسجيل إكسبلوجين إلى جانب إمباكت وبثه كل أربعاء 19:00 بالتوقيت الشرقي الأمريكي على قناة إمباكت ريسلينغ في تويتش، فضلًا عن تحميله في وقت واحد إلى إمباكت بلس.

## روابط خارجية
- إمباكت إكسبلوجين على موقع IMDb (الإنجليزية)
- إمباكت إكسبلوجين على موقع قاعدة بيانات الفيلم (الإنجليزية)

- الموقع الرسمي